# Snefinke
Snefinken (Montifringilla nivalis) er en fugl i spurvefamilien inden for ordenen af spurvefugle. Den lever i nøgne bjergområder over 1800 meters højde, i dele af Europa og Asien.

## Udseende
Snefinken er med sine 16,5–19 centimeter i længde en relativt stor og kraftigt bygget spurv. Oversiden er gråbrun, undersiden hvidlig og hovedet gråt. På vingen findes et karakteristisk hvidt vingepanel og sorte håndsvingfjer. Om sommeren er næbbet sort, mens det om vinteren og hos juvenile fugle er gult. Halen er hvid med sort midte og smalt sort endebånd. Hunnen ligner hannen, men er mindre kontrastrig.

## Levevis
Snefinken lever i nøgne bjergområder og på enge over trægrænsen, ofte nær bygninger. Den lever hovedsagelig af frø om vinteren og kan ved skisportssteder tage madrester. På andre årstider lever den af insekter og edderkopper. Snefinken er ofte tilldsfuld i forhold til mennesker.
Den yngler ofte i små, løse kolonier med to til seks par. Reden placeres i en klippesprække eller i et hul i en bygning og består af tørt græs og mos foret med fjer og fint plantemateriale. Snefinken får to kuld årligt hver med fire til fem æg. Kun hunnen ruger, i 12–14 dage, mens begge forældre fodrer ungerne.

## Udbredelse og underarter
Snefinken er en standfugl, der forekommer i det sydlige Europa (Alperne, Pyrenæerne, Korsika, Balkanhalvøen) og videre østpå til Centralasien og det vestlige Kina. Arten deles af Clements checklist of birds of the world i syv underarter med følgende udbredelse:
- Montifringilla nivalis nivalis – Pyrenæerne og Alperne til Italien, sydlige Balkan og nordlige Grækenland
- M. n. leucura – sydlige og østlige Lilleasien
- M. n. alpicola – Kaukasus til nordlige Iran, Afghanistan (Hindu Kush) og vestlige Pamir
- M. n. gaddi – Zagros-bjergene i det sydvestlige Iran
- M. n. tianshanica – Alaj- og Chatkalskiy-bjergene (Usbekistan) til det vestlige Tian Shan
- M. n. groum-grzimaili – østlige Tian Shan til vestlige Kina (nordlige Xinjiang) og vestlige Mongoliet
- M. n. kwenlunensis – vestlige Kina (vestlige Kunlun-bjerge til sydlige Tibet og østlige Qinghai)

## Bestand og trusler
Arten har et stort udbredelsesområde og en stor population med en million ynglepar i Europa. IUCN kategoriserer af denne grund arten som Ikke truet (LC).